# Олива Ђеси
Олива Ђеси (итал. Oliva Gessi) је насеље у Италији у округу Павија, региону Ломбардија.
Према процени из 2011. у насељу је живело 19 становника. Насеље се налази на надморској висини од 242 м.

## Становништво
Према резултатима пописа становништва 2011. у општини је живело 173 становника.
| 1931. | 1936. | 1951. | 1961. | 1971. | 1981. | 1991. | 2001. | 2011. |
| ----- | ----- | ----- | ----- | ----- | ----- | ----- | ----- | ----- |
| 523   | 489   | 395   | 355   | 268   | 227   | 205   | 200   | 173   |